# Mae Murray
Mae Murray (ur. 10 maja 1885 w Nowy Jork w stanie Nowy Jork, zm. 23 marca 1965) – amerykańska aktorka i tancerka.

## Filmografia
- 1916: To Have and to Hold jako Lady Jocelyn
- 1919: Big Little Person jako Arathea Manning
- 1922: Broadway Rose jako Rosalie Lawrence
- 1925: Wesoła wdówka jako Sally O’Hara
- 1927: Altars of Desire jako Claire Sutherland
- 1948: Dream Girl jako Meg Dugan

## Wyróżnienia
Posiada swoją gwiazdę na Hollywoodzkiej Alei Gwiazd.